# КК Бахчешехир
КК Бахчешехир (тур. Bahçeşehir Basketbol), такође познат и као КК Бахчешехир колеџи (тур. Bahçeşehir Koleji S.K.), турски је кошаркашки клуб из Истанбула. У сезони 2024/25. такмичи се у Првој лиги Турске и у ФИБА Купу Европе.

## Историја
Клуб је основан 2017. године и део је истанбулске приватне школе Бахчешехир колеџ. Од сезоне 2018/19. такмичи се у Првој лиги Турске.

## Успеси

### Међународни
- ФИБА Куп Европе:
  - Победник (1): 2022.
  - Финалиста (1): 2024.

## Учинак у претходним сезонама
| Сез.     | Првенство Турске | Куп Турске   | Европско такмичење                          |
| -------- | ---------------- | ------------ | ------------------------------------------- |
| 2018/19. | 9. место         | Четвртфинале | —                                           |
| 2019/20. | прек. сезона     | —            | ФИБА Куп Европе — Полуфинале (прек. сезона) |
| 2020/21. | 12. место        | није игран   | Еврокуп — Топ 24                            |
| 2021/22. | Четвртфинале ПО  | Четвртфинале | ФИБА Куп Европе — Победник                  |
| 2022/23. | 9. место         | није игран   | ФИБА Лига шампиона — Топ 16                 |
| 2023/24. | 13. место        | Четвртфинале | ФИБА Куп Европе — Финалиста                 |
| 2024/25. | —                | Четвртфинале | Еврокуп — Полуфинале                        |

## Познатији играчи
- Јака Блажич
- Ерик Грин
- Кино Колом
- Емир Прелџић
- Маркус Слотер

## Познатији тренери
- Дејан Радоњић